# SuperLiga Norteamericana 2007
La  SuperLiga 2007 fue la primera edición de la SuperLiga Norteamericana, torneo de carácter amistoso que se disputaba entre equipos de Estados Unidos y México, con el objetivo de definir al mejor equipo de Norteamérica.
El torneo se desarrolló en Estados Unidos del 24 de julio al 29 de agosto del 2007; y fue transmitido por las siguientes televisoras: Fox Sport World en Canadá, Telefutura en Estados Unidos y SKY en México.

## Equipos participantes
Los 8 equipos participantes calificaron por invitación por ser esta la primera edición.
| Grupo A            |  | Grupo B        |
| ------------------ |  | -------------- |
| Guadalajara        |  | América        |
| Dallas             |  | D.C. United    |
| Pachuca            |  | Morelia        |
| Los Angeles Galaxy |  | Houston Dynamo |

| Guadalajara: 1.ª participación | América: 1.ª participación     |
| FC Dallas: 1.ª participación   | D.C. United: 1.ª participación |
| Pachuca: 1.ª participación     | Morelia: 1.ª participación     |
| Los Angeles: 1.ª participación | Houston: 1.ª participación     |

## Sedes
| Sede                    | Estadio                       | Capacidad | Fase                     |
| ----------------------- | ----------------------------- | --------- | ------------------------ |
| Los Ángeles, California | Los Angeles Memorial Coliseum | 100,000   | Grupos                   |
| Frisco, Texas           | Pizza Hut Park                | 21,193    | Grupos                   |
| Carson, California      | Home Depot Center             | 27,000    | Grupos, Semifinal, Final |
| Washington D. C.        | RFK Stadium                   | 56,932    | Grupos                   |
| Houston, Texas          | Robertson Stadium             | 32,000    | Grupos, Semifinal        |
| Denver, Colorado        | Dick's Sporting Goods Park    | 18,500    | Grupos                   |
| Bridgeview, Illinois    | Toyota Park                   | 20,000    | Grupos                   |

## Árbitros
- Walter Quesada
- Samir Osman
- Baldomero Toledo
- Kevin Stott
- Ricardo Salazar
- Alex Prus
- Carlos Batres
- Courtney Campbell
- Hugo León Guajardo
- Marco Antonio Rodríguez
- Roberto Moreno

## Fase de grupos

### Grupo A
| Equipo             | PJ | PG | PE | PP | GF | GC | Dif. | Pts. |
| ------------------ | -- | -- | -- | -- | -- | -- | ---- | ---- |
| Los Angeles Galaxy | 3  | 2  | 0  | 1  | 9  | 8  | 1    | 6    |
| Pachuca            | 3  | 1  | 1  | 1  | 3  | 3  | 0    | 4    |
| Guadalajara        | 3  | 1  | 1  | 1  | 3  | 3  | 0    | 4    |
| Dallas             | 3  | 0  | 2  | 1  | 7  | 8  | -1   | 2    |

| 24 de julio de 2007, 21:00 | Dallas      | 1:1 (0:0) | Guadalajara | Pizza Hut Park, Frisco, Texas                              |                                                            |
|                            | Álvarez 56' |           | 67' Olvera  | Asistencia: 12 641 espectadores Árbitro(s): Walter Quesada | Asistencia: 12 641 espectadores Árbitro(s): Walter Quesada |

| 24 de julio de 2007, 23:00 | Los Angeles Galaxy       | 2:1 (0:0) | Pachuca          | Home Depot Center, Carson, California                     |                                                           |
|                            | Gordon 50' · Donovan 81' |           | 78' Rafa Márquez | Asistencia: 19 317 espectadores Árbitro(s): Carlos Batres | Asistencia: 19 317 espectadores Árbitro(s): Carlos Batres |

| 28 de julio de 2007, 20:00 | Dallas   | 1:1 (0:0) | Pachuca     | Pizza Hut Park, Frisco, Texas                          |                                                        |
|                            | Ruiz 74' |           | 86' Giménez | Asistencia: 7 953 espectadores Árbitro(s): Samir Osman | Asistencia: 7 953 espectadores Árbitro(s): Samir Osman |

| 28 de julio de 2007, 22:00 | Los Angeles Galaxy | 1:2 (0:0) | Guadalajara                    | Los Angeles Memorial Coliseum, Los Ángeles, California        |                                                               |
|                            | Donovan 87'        |           | 58' Rodríguez · 81' Omar Bravo | Asistencia: 37 337 espectadores Árbitro(s): Courtney Campbell | Asistencia: 37 337 espectadores Árbitro(s): Courtney Campbell |

| 31 de julio de 2007, 20:00 | Dallas                                                 | 5:6 (1:4) | Los Angeles Galaxy                                                      | Pizza Hut Park, Frisco, Texas                           |                                                         |
|                            | A. Álvarez 44' 82' · Toja 78' · Ruiz 86' · Thomson 90' |           | 3' 15' Gordon · 12' Klein · 18' Harmse · 83' Donovan · 89' Carlos Pavón | Asistencia: 21 576 espectadores Árbitro(s): Kevin Stott | Asistencia: 21 576 espectadores Árbitro(s): Kevin Stott |

| 31 de julio de 2007, 22:00 | Guadalajara | 0:1 (0:0) | Pachuca          | Dick's Sporting Goods Park, Denver, Colorado                        |                                                                     |
|                            |             |           | 62' Márquez Lugo | Asistencia: 14 069 espectadores Árbitro(s): Marco Antonio Rodríguez | Asistencia: 14 069 espectadores Árbitro(s): Marco Antonio Rodríguez |

### Grupo B
| Equipo         | PJ | PG | PE | PP | GF | GC | Dif. | Pts. |
| -------------- | -- | -- | -- | -- | -- | -- | ---- | ---- |
| Houston Dynamo | 3  | 2  | 1  | 0  | 3  | 1  | 2    | 7    |
| D.C. United    | 3  | 1  | 1  | 1  | 2  | 2  | 0    | 4    |
| América        | 3  | 1  | 0  | 2  | 3  | 4  | -1   | 3    |
| Morelia        | 3  | 0  | 2  | 1  | 4  | 5  | -1   | 2    |

| 25 de julio de 2007, 20:00 | D.C. United | 1:1 (1:0) | Morelia         | RFK Stadium, Washington D. C.                                 |                                                               |
|                            | C. Gómez 7' |           | 79' D. Martínez | Asistencia: 13 335 espectadores Árbitro(s): Courtney Campbell | Asistencia: 13 335 espectadores Árbitro(s): Courtney Campbell |

| 25 de julio de 2007, 22:00 | Houston Dynamo | 1:0 (1:0) | América | Robertson Stadium, Houston, Texas                       |                                                         |
|                            | Jaqua 41'      |           |         | Asistencia: 18 112 espectadores Árbitro(s): Samir Osman | Asistencia: 18 112 espectadores Árbitro(s): Samir Osman |

| 29 de julio de 2007, 20:00 | D.C. United   | 1:0 (1:0) | América | RFK Stadium, Washington D. C.                             |                                                           |
|                            | Dyachenko 11' |           |         | Asistencia: 18 604 espectadores Árbitro(s): Carlos Batres | Asistencia: 18 604 espectadores Árbitro(s): Carlos Batres |

| 29 de julio de 2007, 22:00 | Houston Dynamo | 1:1 (1:0) | Morelia      | Robertson Stadium, Houston, Texas                          |                                                            |
|                            | Ngwenya 1'     |           | 74' Marcinho | Asistencia: 11 236 espectadores Árbitro(s): Walter Quesada | Asistencia: 11 236 espectadores Árbitro(s): Walter Quesada |

| 1 de agosto de 2007, 20:00 | Houston Dynamo | 1:0 (0:0) | D.C. United | Robertson Stadium, Houston, Texas                            |                                                              |
|                            | Ching 49'      |           |             | Asistencia: 11 013 espectadores Árbitro(s): Baldomero Toledo | Asistencia: 11 013 espectadores Árbitro(s): Baldomero Toledo |

| 1 de agosto de 2007, 22:00 | América                                | 3:2 (1:0) | Morelia               | Toyota Park, Bridgeview, Illinois                              |                                                                |
|                            | Mosqueda 16' · Cabañas 56' · Insúa 84' |           | 67' Choy · 72' Landín | Asistencia: 10 623 espectadores Árbitro(s): Hugo León Guajardo | Asistencia: 10 623 espectadores Árbitro(s): Hugo León Guajardo |

## Fase final
|  | Semifinales                       | Semifinales        |       |  | Final                             | Final |  |
|  |                                   |                    |       |  |                                   |       |  |
|  | 14 de agosto - Houston, Texas     |                    |       |  |                                   |       |  |
|  | Houston Dynamo                    | 2 (3)              |       |  |                                   |       |  |
|  | Pachuca                           | 2 (4)              |       |  |                                   |       |  |
|  |                                   |                    |       |  |                                   |       |  |
|  |                                   |                    |       |  | 29 de agosto - Carson, California |       |  |
|  |                                   |                    |       |  | Pachuca                           | 1 (4) |  |
|  |                                   | Los Angeles Galaxy | 1 (3) |  |                                   |       |  |
|  |                                   |                    |       |  |                                   |       |  |
|  |                                   |                    |       |  |                                   |       |  |
|  |                                   |                    |       |  |                                   |       |  |
|  | 15 de agosto - Carson, California |                    |       |  |                                   |       |  |
|  | L. A. Galaxy                      | 2                  |       |  |                                   |       |  |
|  | D.C. United                       | 0                  |       |  |                                   |       |  |

### Semifinales

#### Houston Dynamo-Pachuca
| 14 de agosto de 2007, 22:00 | Houston Dynamo               | 2:2 (2:2, 1:1) (t. s.)(3:4 p.) | Pachuca                 | Robertson Stadium, Houston, Texas                           |                                                             |
|                             | De Rosario 4' · Robinson 82' |                                | 27' Cacho · 61' Chitiva | Asistencia: 21 712 espectadores Árbitro(s): Ricardo Salazar | Asistencia: 21 712 espectadores Árbitro(s): Ricardo Salazar |

| Tanda de penales |       |     |       |           |
| Barrett          | Anotó | 1:1 | Anotó | Salazar   |
| Wondolowski      | Anotó | 2:2 | Anotó | Caballero |
| Mulrooney        | Anotó | 3:3 | Anotó | Rey       |
| Ching            | falló | 3:3 | falló | Álvarez   |
| Ngwenya          | falló | 3:4 | Anotó | Márquez   |

#### Los Angeles Galaxy-D.C. United
| 15 de agosto de 2007, 22:00 | Los Angeles Galaxy        | 2:0 (1:0) | D.C. United | Home Depot Center, Carson, California                 |                                                       |
|                             | Beckham 27' · Donovan 46' |           |             | Asistencia: 17 223 espectadores Árbitro(s): Alex Prus | Asistencia: 17 223 espectadores Árbitro(s): Alex Prus |

### Final

#### Los Angeles Galaxy-Pachuca
| 29 de agosto de 2007, 22:00                          | Los Angeles Galaxy | 1:1 (1:1, 1:0) (t. s.)(3:4 p.) | Pachuca            | Home Depot Center, Carson, California                     |                                                           |
|                                                      | Klein 93'          |                                | 28' Vagenas (a.g.) | Asistencia: 12 500 espectadores Árbitro(s): Carlos Batres | Asistencia: 12 500 espectadores Árbitro(s): Carlos Batres |
| Pachuca campeón de la SuperLiga Norteamericana 2007. |                    |                                |                    |                                                           |                                                           |

| Tanda de penales Pachuca inicia la tanda. |       |     |       |           |
| Peter Vagenas                             | falló | 0:1 | Anotó | Márquez   |
| Cobi Jones                                | Anotó | 1:2 | Anotó | Rey       |
| Chris Klein                               | Anotó | 2:2 | falló | Caballero |
| Buddle                                    | Anotó | 3:3 | Anotó | Manzur    |
| Donovan                                   | falló | 3:3 | falló | Cabrera   |
| Abel Xavier                               | falló | 3:4 | Anotó | Rodríguez |

| Campeón SuperLiga 2007 |
| ---------------------- |
| Bandera de México      |
| Pachuca                |
| 1° Título              |

## Goleadores
| Nacionalidad   | Jugador             | Goles | Equipo             |
| -------------- | ------------------- | ----- | ------------------ |
| Estados Unidos | Landon Donovan      | 4     | Los Angeles Galaxy |
| Estados Unidos | Arturo Álvarez      | 3     | Dallas             |
| Estados Unidos | Alan Gordon         | 3     | Los Angeles Galaxy |
| Guatemala      | Carlos Ruiz         | 2     | Dallas             |
| México         | Rafael Márquez Lugo | 2     | Pachuca            |
| Estados Unidos | Chris Klein         | 2     | Los Angeles Galaxy |